# Chevrolet Code 130R-Tru 140S
La Chevrolet Code 130R e la Tru 140S sono due concept car della General Motors presentati al Salone dell'automobile di Detroit 2012. Vetture di impronta sportiva, sono equipaggiate entrambe con il 1.4 Turbo Ecotec da 150cv abbinato alla tecnologia mild-hybrid eAssist e dotate di trasmissione automatica a sei velocità. Il sistema eAssist permette le funzioni di start-stop, assistenza in fase di accelerazione e rigenerazione dell'energia in frenata. Nessuna delle due ha avuto seguito produttivo.

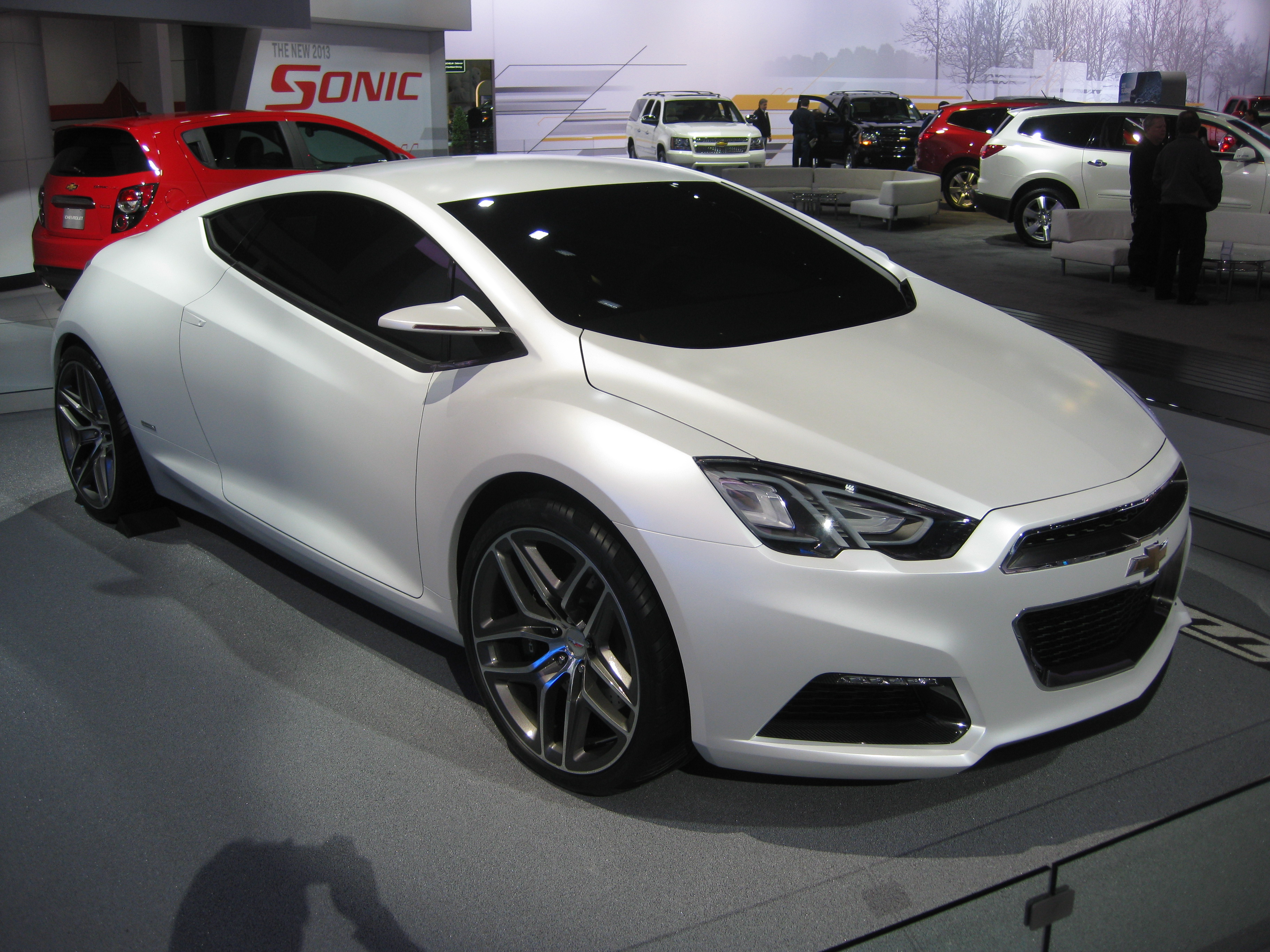
Tru 140S

## Code 130R

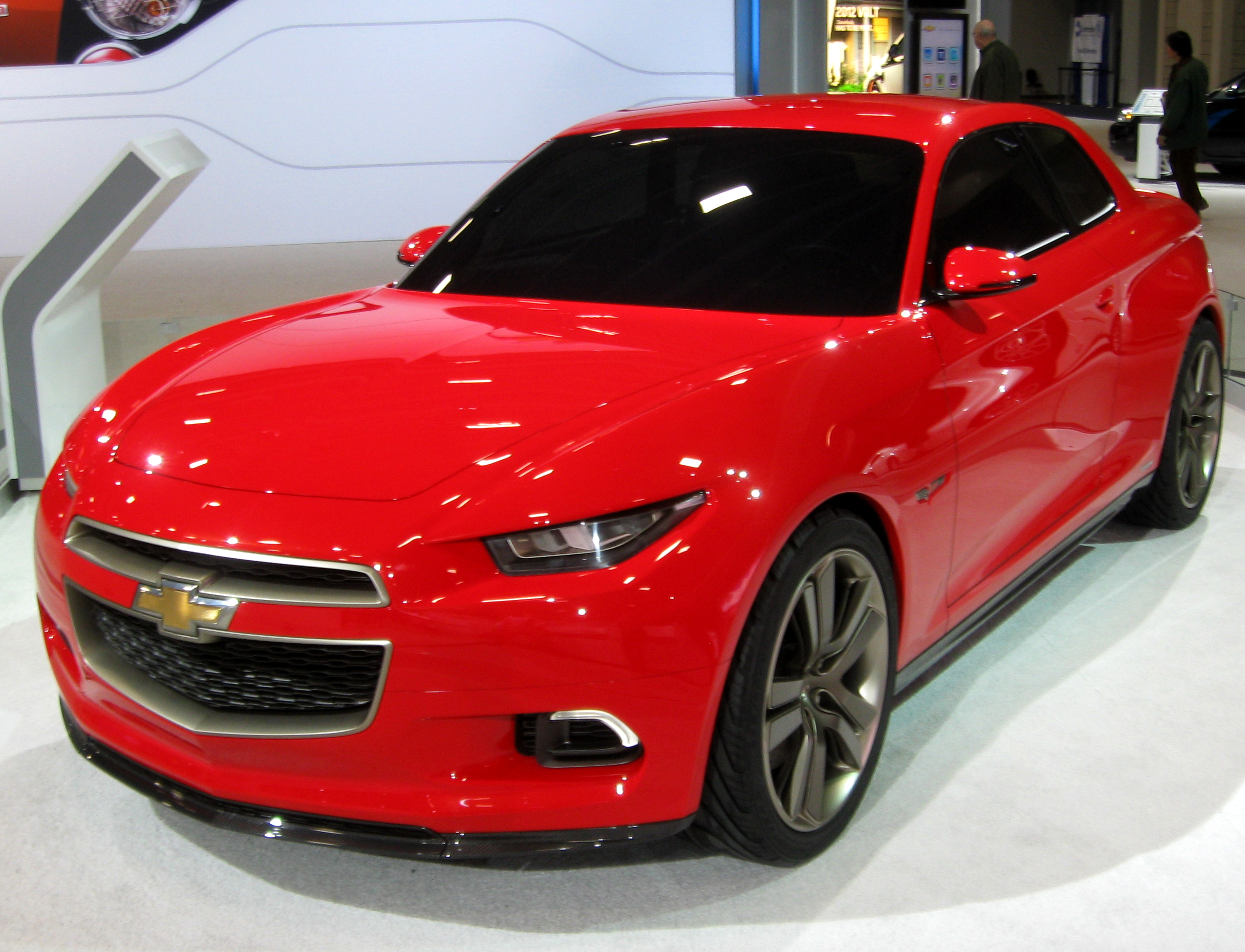
Code 130R

La Code 130R, basata sulla piattaforma Alpha impiegata sulla Cadillac ATS, ha motore anteriore e trazione posteriore, misura 4.40 metri in lunghezza, 1.82 in larghezza ed 1.39 in altezza e le linee ricordano la più grande Camaro. Oltre alla trasmissione automatica, è disponibile la trasmissione manuale a 6 rapporti Tremec M3L TR-3160 progettata per la Cadillac ATS. 

## Tru 140S
La Tru 140S basata sulla stessa piattaforma Delta della Cruze, misura 4.51 metri in lunghezza, l'1.81 in larghezza e l'1.36 in altezza e rispetto alla Code 130R risulta più lunga, con una linea più dinamica e filante.